# Stowarzyszenie „Jeden Świat”
Stowarzyszenie „Jeden Świat” – zarejestrowane w roku 1994 w Poznaniu (nieformalnie działające od 1992). Jest oddziałem międzynarodowej organizacji pozarządowej Service Civil International (SCI).
Od roku 2002 jest Ośrodkiem Regionalnym Narodowej Agencji Programu „Młodzież” pełniąc rolę przedstawiciela Agencji w Wielkopolsce.
W 2004 roku stowarzyszenie zyskało prawny status Organizacji Pożytku Publicznego (OPP).
Członkowie SCI koncentrują się głównie na organizowaniu workcampów – wielonarodowych obozów wolontariackich, których uczestnicy  stawiają sobie za cel wykonanie określonej pracy na rzecz społeczności lokalnej.
„Jeden Świat” we współpracy z innymi oddziałami SCI tworzy i realizuje projekty długoterminowego wolontariatu trwające od 3 do 12 miesięcy, odbywające się przeważnie poza krajem pochodzenia wolontariusza i adresowane głównie do osób, które uczestniczyły wcześniej w workcampach.
Za rok 2010 nagrodzone zostało Europejską Nagrodą Obywatelską.